# Seiko Classic 1980
Seiko Classic 1980 — жіночий професійний тенісний турнір, що проходив на кортах з твердим покриттям Victoria Park Stadium у Гонконгу. Належав до Colgate Series в рамках Туру WTA 1980. Відбувсь уперше і тривав з 3 листопада до 9 листопада 1980 року. Перша сіяна Венді Тернбулл здобула титул в одиночному розряді.

## Фінальна частина

### Одиночний розряд
- Венді Тернбулл —  Mareen Louie Harper 6–2, 6–0

### Парний розряд
- Венді Тернбулл /  Шерон Волш —  Penny Johnson /  Сільвана Уррос, 6–1, 6–2